# Details
Details war ein zwischen 1982 und 2015 erschienenes US-amerikanisches Männermagazin. Das Magazin berichtete über Mode und Lifestyle, aber auch über soziale und politische Themen.

## Hintergrund
Details wurde 1982 von Annie Flanders (1939–2022) gegründet, die zuvor im Modeeinzelhandel gearbeitet und dann einige Jahre in Äthiopien mit dem Aufbau einer Bekleidungsmanufaktur verbracht hatte, bevor sie in den 1970er Jahren als Modejournalistin die Lifestyle-Rubrik der SoHo News leitete. Als der Konkurrent von The Village Voice eingestellt wurde, investierte sie 6000 US-Dollar in die Gründung des Details-Magazins, an dem die vormaligen SoHo-News-Mitarbeiter Stephen Saban und Lesley Vinson sowie Ronnie Cooke Newhouse (spätere Ehefrau des Advance-Publications-Chefs Jonathan Newhouse) als Mitbegründer mitwirkten, und das mit einer Startauflage von 10.000 Ausgaben erschien.
1984 verkaufte Flanders die Mehrheit an der Zeitschrift an einen britischen Verleger, der diese wiederum 1987 an einen New Yorker Geschäftsmann veräußerte. Im Januar 1988 übernahm Advance Publications die Zeitschrift, die 1985 vom Council of Fashion Designers of America ausgezeichnet worden war. Für die mit einer Auflage von 200.000 Ausgaben erscheinende Zeitschrift zahlte das Unternehmen 2 Millionen US-Dollar. Die Zeitschrift wurde fortan von der Tochtergesellschaft Condé Nast-Verlag herausgegeben, nach der Trennung von Flanders als Chefredakteurin 1990 wurde die Zeitschrift zum Männermagazin umgestaltet.
2000 kam es zu einem Relaunch des zwischenzeitlich gestoppten Magazins, das fortan bei der Condé-Nast-Schwester Fairchild Fashion Media erschien, unter dem 28-jährigen Dan Peres als Chefredakteur. Zwischenzeitlich erreichte das neu designte monatlich erscheinende Periodikum eine Auflage von über einer halben Millionen, ehe es zum Jahresende 2015 eingestellt und in das als Ergänzung zum ebenfalls monatlich erscheinenden GQ – Gentlemen’s Quarterly neu eingeführten, vierteljährlich erscheinenden Format GQ Style überführt wurde.